# Camí de la Serra d'Estorm
El Camí de la Serra d'Estorm és un camí que discorre pels termes de Castell de Mur, en terres del Meüll, de l'antic terme de Mur, i de Sant Esteve de la Sarga, en territori del poble d'Estorm, al Pallars Jussà.
Arrenca del poble d'Estorm en direcció nord-oest, i s'enfila mitjançant revolts tancats per l'extrem nord-est de la Vinyassa, fins que arriba al lloc on hi hagué el poble de Vilamolera, on ara hi ha la capella de Sant Salvador de la Serra, al capdamunt de la Serra d'Estorm. Tot seguit continua cap al nord-est per los Corrals, i poc després el camí abandona el terme de Sant Esteve de la Sarga i entra en el de Castell de Mur. De seguida troba les restes a ponent del Corral de Carrió i a llevant, les del Corral de Tomeu.
Continua cap al nord-oest primer, i de seguida cap al nord, seguint paral·lel al Cinglo de la Censada, que queda a llevant, i aviat arriba al nord-est del cim de les Mosques, on troba l'entreforc amb els camins de Sellamana i de Miravet. on acaba el seu recorregut.